# Wheatland, Indiana
Wheatland är en kommun (town) i Knox County i Indiana. Vid 2010 års folkräkning hade Wheatland 480 invånare.